# جعفر بن بشار الأسدي
جعفر بن بشار الأسدي (؟ - 126هـ/743) هو أديب وشاعر وراوٍ من القرن الأوَّل والثاني الهجري، عُرِف كأحد رواة الشاعر الكميت بن زيد الأسدي، اشتهر جعفر بقصيدة «الغريب» التي تُعدُّ أقدم قصيدة تعليمية في الأدب العربي، القصيدة رواها الكميت الأسدي، ووضع أبو الحسن الطوسي تعليقاً عليها، وحقَّقها ونشرها حسين نصار في 1982. ويُشكِّك حسين نصار في نسبتها إلى جعفر بن بشار، وينسبها إلى الكميت بن زيد، باعتبار أنَّ سيرة المؤلِّف مجهولة تماماً، بينما المخطوطة الوحيدة للقصيدة تنسبها إلى جعفر بن بشار. ولا يُصنِّف حسين نصار هذه القصيدة ضمن الشعر التعليمي، ويعتبرها منظومة علميَّة جافَّة لا علاقة لها بالفن.